# Łański Piec
Łański Piec – osada leśna położona w województwie warmińsko-mazurskim, w powiecie olsztyńskim, w gminie Stawiguda, na terenie Pojezierza Olsztyńskiego.
W latach 1975–1998 miejscowość należała administracyjnie do województwa olsztyńskiego. Osada znajduje się w historycznym regionie Warmia.